# Winfried Panse
Winfried Panse (* 11. Februar 1939; † 15. September 2023) war ein deutscher Ökonom, Soziologe und Hochschullehrer.

## Leben und Werk
Winfried Panse wurde 1967 an der Universität zu Köln mit einer Arbeit Industriesoziologie in Schweden – Eine Darstellung industriesoziologischer Probleme in einer europäischen Industriegesellschaft promoviert. Er folgte 1971 einem Ruf der damaligen Fachhochschule Köln (heute: Technische Hochschule Köln) an den dort neu gegründeten Fachbereich Wirtschaft. Dort war er von 1974 bis zu seinem Ruhestand 2004 Professor für Betriebswirtschaftslehre mit dem Schwerpunkt Personalwesen.
Er engagierte sich beim Aufbau des Fachbereichs Wirtschaft an der FH Köln. Sein fachliches Arbeitsgebiet war insbesondere die Ökonomie von Emotionen.

## Publikationen (Auswahl)
- mit Holger von Wilmsdorff: Erfolgsfaktor Emotionen: Ziele sicher erreichen mit Soft Skills. München: Redline 2010. ISBN 978-3-86881-211-4
- mit Wolfgang Stegmann: Angst – Macht – Erfolg : erkennen Sie die Macht der konstruktiven Angst. 2. Aufl. München: Volk 2007. ISBN 978-3-937200-31-6
- mit Klaus-Dieter Müller und Peter Schulz: Betriebliche Personalwirtschaftslehre. Baden-Baden: Verlag für Unternehmensführung Gehlen 1983. ISBN 978-3-441-00043-3